# Sân bay quốc tế Halim Perdanakusuma
Sân bay quốc tế Halim Perdanakusuma là một sân bay tọa lạc tại thành phố Đông Jakarta ở thủ đô Jakarta của  Indonesia, là sân bay chính của thủ đô này cho đến khi  Sân bay quốc tế Soekarno-Hatta được đưa vào sử dụng  ở Cengkareng.  Cho đến năm 1985, sân bay này phục vụ các tuyến quốc tế của Jakarta. Sân bay này hiệnnày phục vụ một số lượng lớn công ty hàng không chuyên dụng, bay thuê bao và máy bay cánh quạt. Đây cũng là căn cứ của phi đội 31 của Không lực Indonesia.
Thập kỷ 1960, sân bay này có tên gọi  Căn cứ Không quân Halim Perdana Kusumah', và trước khi nó có tên Sân bay Tjililitan, đô thị nơi nó tọa lạc.